# آنتونیو اولیویرا (بازیکن فوتبال، زاده ۱۹۵۸)
آنتونیو اولیویرا (پرتغالی: António Oliveira؛ زادهٔ ۸ ژوئن ۱۹۵۸) بازیکن فوتبال اهل پرتغال بود.
از باشگاه‌هایی که در آن بازی کرده‌است می‌توان به باشگاه ورزشی بنفیکا، باشگاه فوتبال بیرامار، و باشگاه ورزشی ماریتیمو اشاره کرد.
وی همچنین در تیم ملی فوتبال پرتغال بازی کرده‌است.